# France Hacker
Franz Araújo Hacker (Barreiros, 6 de julho de 1971), é um político brasileiro. É deputado estadual de Pernambuco pelo PSB.

## Biografia
France Hacker ocupa pela primeira vez uma cadeira na câmara estadual. Ele foi eleito em 2022 com 52.009 votos.